# 迷失特辑：遗忘的碎片
《迷失特辑：遗忘的碎片》（英語：Lost: Missing Pieces）是美国电视剧《迷失》的番外作品，共有13段，每段长1至4分钟不等，于《迷失》第3和第4季之间的空档期播出。2007年11月至2008年1月，威讯无线用户可以在每周一收看短剧，并且节目1周后就会上传到美国广播公司的网站，提供免费在线观看。全部13集“手机剧集”（也称“网络剧集”）都是在夏威夷州的檀香山取景，剧组和演员都是电视剧的原班人马，因此所有剧集都属《迷失》系列作品的正式组成部分。2008年发行的《迷失》第4季中收录了全部13集番外短剧作为特色花絮。
制作这一系列短剧的计划于2005年11月公布，原订名称为《迷失视频日记》，但由于合约中的多项限制，节目制作数度延迟。《迷失》的编剧和制片人原本打算将手机剧集设计成独立的剧情段落，围绕《迷失》虚构世界中尚未出场的两个人物展开，还计划由未加入美国演员工会的演员来扮演这两个人物。但是，各工会拒绝支持这一项目，经过数月谈判未果后，节目似乎已被美国广播公司搁置。到了2007年6月，又有报导称网络剧集《迷失特辑：遗忘的碎片》将由《迷失》中的演员出演，共计包含13段情节相互独立的短片。除1段短片源自之前电视剧的删剪镜头外，另外12段都是新拍的短剧。评论界对《迷失特辑：遗忘的碎片》的反响褒贬不一，剧集于2008年获得1项艾美奖提名。

## 制作

### 立意
2005年11月，《迷失》第2季开播后不久，《好莱坞报道》发文称这年12月到2006年1月间会有22集长度约数分钟的手机剧集投入制作。另据网站报导，这些短剧之后会收录在第2季的套装中，其中6集是套装的独家内容。与电视剧不同的是，这些短剧原计划不由试金石电视（之后的工作室）制作，并且打算找没有加入美国演员工会的演员出演，只不过仍由电视剧的制片人戴蒙·林道夫和卡尔顿·库斯（Carlton Cuse）制作。为了解答《迷失》剧迷对30多个背景人物的疑问，《迷失视频日记》将以独立剧集展开，讲述海洋航空815号班机空难两名幸存者的故事，两人之前都曾在《迷失》中提及，但没有出场。《洛杉矶时报》于2006年1月报导称（短剧原计划在这个月开播），短剧将通过威讯无线的首播，每段长度仅有2分钟。另据《纽约时报》报导，威讯最终向美国广播公司支付40万美元购买这些短剧。

### 延期
由于演员、导演及编剧工会都不愿支持这部番外节目，其制作被迫延期。2006年4月，各方经谈判达成一场前所未闻的交易，确保参与制作的各工会成员可以从中获利。这份协议促使林道夫和库斯为《迷失视频日记》设计新剧情，将《迷失》的多个主要角色纳入其中，不过并非所有《迷失》的主要演员都有在协议上签字。据之后成为《迷失特辑：遗忘的碎片》执行制片人的试金石电视制作执行副总裁巴里·乔森（Barry Jossen）所说：“他们似乎以为自己能从这里面捞到数百万美元的好处，但这根本就不可能。”另据《综艺》杂志报导，这部手机剧集会同《迷失》的第3季一起制作并播映。林道夫和库斯在7月的圣迭戈国际动漫展上宣布，投入制作的短剧只有13段，并且会在第3季播出到2006年冬季时的间歇期播出，不会有任何一段留至第3季的独家发行。这次动漫展上还先行展示了《迷失视频日记》中的几个镜头，显示赫利·瑞斯（乔治·加西亚饰）寻找一台还可以使用的达摩计划视频摄录机，其中装有达摩计划的介绍视频。片段中还有赫利拍下凯特·奥斯顿（伊万杰琳·莉莉饰）和詹姆斯·「索耶」·福特（乔什·哈洛威饰）的镜头。但到了冬季的间歇期里，这些网络剧集并没有如期推出，电视和美国广播公司官方网站播出的是《迷失瞬间》（Lost Moments），其中包含的是之后播映电视剧中剪辑片段。2007年1月，《向导》杂志发现，美国广播公司这时仍在就演员合同进行谈判，所以除动漫展上的惊鸿一瞥外，手机剧集肯定还没有投入制作。到了2月，《迷失》的剧本协调员在回答剧迷提问时表示，这部手机剧集很可能由于各方无法达成协议而被无限期搁置。

### 希望重燃

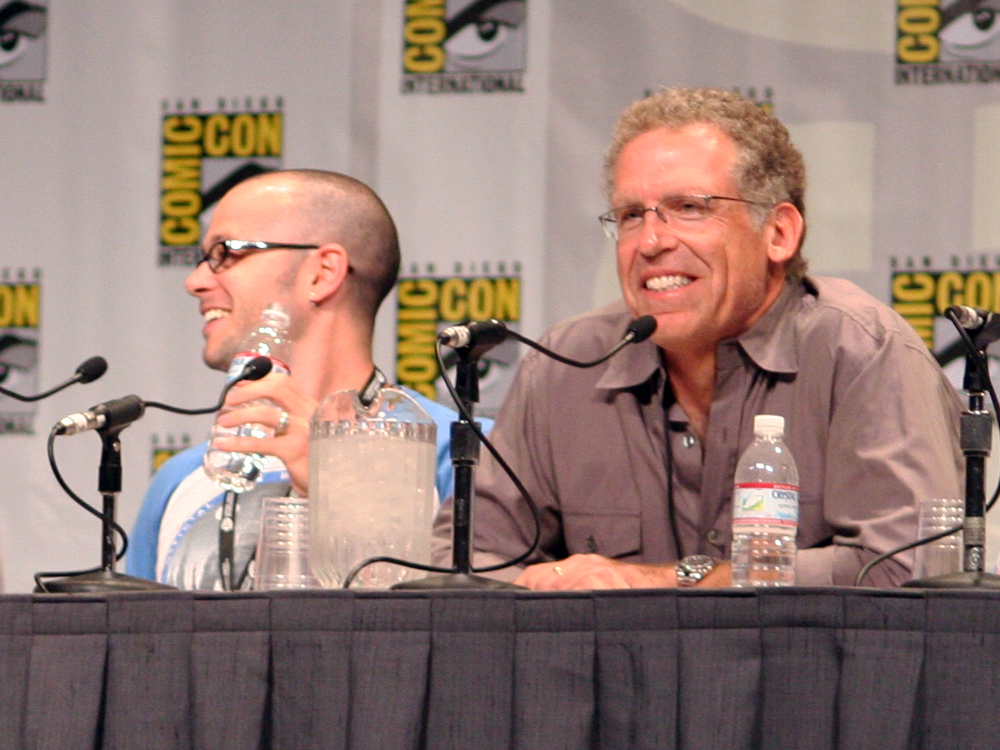
剧集主创人林道夫和库斯在2006年圣迭戈国际动漫展上展示了手机剧集的第一个镜头，但这个镜头及其剧情之后废弃，始终没有向公众推出。

2007年6月，林道夫和库斯在接受《好莱坞报道》采访时透露了他们对手机剧集的最终计划。预计节目在第3和第4季之间的空档期播映，观众可以从中了解一些感兴趣的信息，这些信息很可能不会在电视剧里出现，平均每集手机剧集的持续时长只有1分半钟。《迷失》第3季制作期间，众编剧试着将之前没有出场过的两名幸存者妮基·费尔南德斯（基拉·桑切斯饰）和男友保罗（罗德里格·桑托罗饰）重新带入节目，但两人突然出现带来的反响不佳，所以编剧们安排他们在出演7集后双双死去。林道夫和库斯从中吸取教训，决定手机剧集的关注点同样要放在电视剧的主要人物身上。编剧制作每集短剧的报酬是800美元，演员每出演一集则可以获得425美元。众演员签订的合同中还约定，如果这些手机剧集之后通过别的方式发行，他们就还可以获得额外收入。

### 发行
据执行制片人爱德华·基齐斯（Edward Kitsis）表示，这部网络剧集的剧本内容“有时是我们想拍但总是未能实现的一组镜头，有时则只是某些会让人感兴趣的东西”。第8集《埋藏的秘密》（Buried Secrets）重温了第1季中白善华（金仑珍饰）和麦可·道森（哈罗德·佩里诺饰）之间的微妙情感，还有白善华的丈夫权真秀（金大贤饰）同麦可之间的相互嫌恶。编剧原本计划在第1季中进一步发掘这些戏剧冲突，但由于剧迷对白善华和权真秀的夫妻关系反响良好，同时扮演麦可和权真秀的两位演员在戏里又有着良好的化学反应，因此编剧最终放弃了这段三角浪漫关系的构想。2007年11月，路透社报道称手机剧集将在这个月开始播映。事实也证明了这一报道，首集《手表》（The Watch）突然就经威讯无线亮相。新1集短剧通常在周一推出，再在1周后经美国广播公司网站作为免费网络剧集提供在线观看。《迷失特辑：遗忘的碎片》一众编剧获得的合同优惠条件让许多电视编剧有了类似诉求，2007年－2008年美国编剧协会大罢工也因此在手机剧集发行后爆发。所有剧集之后收录在2008年下半年发行的第4季和蓝光光盘套装中作为特别花絮。

### 剧组成员
虽然之前计划由别的公司制作这部手机剧集，但《迷失特辑：遗忘的碎片》实际上还是由工作室制作。所有短剧均由执行制片人傑克·本德导演，编剧则包括执行制片人林道夫和库斯、制作总监伊丽莎白·萨诺夫（Elizabeth Sarnoff）、制片人布莱恩·K·沃恩（Brian K. Vaughan）、执行剧情主编克里斯蒂娜·M·金（Christina M. Kim），以及执行制片人德鲁·高达（Drew Goddard）、爱德华·基齐斯（Edward Kitsis）和亚当·霍罗威茨（Adam Horowitz）。短剧的其他剧组成员包括：负责后期制作的执行制片人布賴恩·伯克和负责实物制作的执行制片人让·希金斯（Jean Higgins）。此外，第12集短剧《信封》（The Envelope）源自第3季开篇剧集的删除镜头，是《迷失特辑：遗忘的碎片》中唯一的非原创短剧，其执行制片人为杰夫·皮克纳（Jeff Pinkner），《迷失》的另一位执行制片人J·J·艾布斯担任编剧。

## 演员和剧情

### 演员和角色
《迷失特辑：遗忘的碎片》中有许多《迷失》的演员出场。自第2季就没有再在电视剧中露面的佩里诺饰演麦可，马修·福克斯扮演815航班空难幸存者的领袖杰克·谢泼德，伊丽莎白·米切尔（Elizabeth Mitchell）诠释杰克的心上人茱莉叶·柏克，加西亚继续出演赫利一角，金仑珍和金大贤饰演白善华及权真秀夫妇，迈克尔·爱默生扮演本杰明·莱纳斯，他是之前就住在岛上的“其他人”的领袖。客串演员约翰·特里（John Terry）、丹尼尔·洛巴克（Daniel Roebuck）、威廉·麦鲍瑟（William Mapother）和朱莉·亚当斯（Julie Adams）分别回归出演克里斯蒂安·谢泼德（Christian Shephard）、莱斯利·阿兹特、伊森·罗姆（Ethan Rom）和阿梅利亚（Amelia）。参与短剧演出的艾蜜莉·迪瑞文在电视剧中只以录像中的人物出现。空难中幸存的狗文森特（Vincent）也在手机剧集中亮相，同样是由名叫“波诺”（Pono）的狗演出。客串演员西恩·瓦兰（Sean Whalen）在短剧中首度扮演空难幸存者尼尔·弗洛古特（Neil "Frogurt"）。《迷失》第2季播出期间，编剧及制片人在2006年4月3日的官方播客中确认，弗洛古特会在第2季的后期节目中亮相，但他之后只在剧集中被提及过一次，第3季也没有现身，只在《迷失》的播客中多次出现。林道夫和库斯一再声称弗洛古特会在节目中出场。到了第5季时，弗洛古特短暂出场，但很快就被带有火焰的箭射死。

### 剧集
以下通过表格列出全部13集短剧的集数（播出顺序）、制作代码（制作顺序及收录在和蓝光影碟中的顺序）、剧名、导演、编剧、主要人物、播映日期（指在上推出的日期），剧情简介中的天数说明是以815航班失事为第1天（2004年9月22日）。除《信封》是第3季开篇剧集《双城记》（A Tale of Two Cities，2006年8月9至11日拍摄，比其它网络剧集早1年）的删除镜头外，其它短剧都是全新编剧和制作的作品。
| 编号 | - 制作代码 | 剧名                           | 导演      | 编剧                                                | 人物                               | 播映日期       |
| ---- | ---------- | ------------------------------ | --------- | --------------------------------------------------- | ---------------------------------- | -------------- |
| 1    | 107        | 手表                           | 杰克·本德 | 卡尔顿·库斯                                         | 杰克和克里斯蒂安                   | 2007年11月7日  |
| 2    | 103        | 赫利和弗洛古特历险记           | 杰克·本德 | 爱德华·基齐斯和亚当·霍罗威茨                        | 赫利和弗洛古特                     | 2007年11月13日 |
| 3    | 101        | 城堡之王                       | 杰克·本德 | 布莱恩··沃恩                                        | 杰克和本                           | 2007年11月20日 |
| 4    | 110        | 交易                           | 杰克·本德 | 伊丽莎白·萨诺夫                                     | 麦可和茱莉叶                       | 2007年11月26日 |
| 5    | 106        | 沉睡者行动                     | 杰克·本德 | 布莱恩··沃恩                                        | 杰克和朱莉叶                       | 2007年12月3日  |
| 6    | 104        | 23号房间                       | 杰克·本德 | 伊丽莎白·萨诺夫                                     | 本和朱莉叶                         | 2007年12月11日 |
| 7    | 112        | 阿兹特和工艺品                 | 杰克·本德 | 戴蒙·林道夫                                         | 赫利、权真秀、白善华、麦可和阿兹特 | 2007年12月17日 |
| 8    | 105        | 埋藏的秘密                     | 杰克·本德 | 克里斯蒂娜··金                                      | 权真秀、白善华和麦可               | 2007年12月24日 |
| 9    | 111        | 热带低气压                     | 杰克·本德 | 卡尔顿·库斯                                         | 麦可和阿兹特                       | 2007年12月31日 |
| 10   | 102        | 杰克，这是伊森；伊森，这是杰克 | 杰克·本德 | 戴蒙·林道夫                                         | 杰克和伊森                         | 2008年1月7日   |
| 11   | 108        | 高尔夫球场上的权真秀           | 杰克·本德 | 德鲁·高达                                           | 赫利、权真秀和麦可                 | 2008年1月14日  |
| 12   | 109        | 信封                           | 杰克·本德 | 电视剧本：J·J·艾布斯和戴蒙·林道夫 故事：戴蒙·林道夫 | 茱莉叶和阿梅利亚                   | 2008年1月21日  |
| 13   | 113        | 就此开局                       | 杰克·本德 | 德鲁·高达                                           | 杰克、克里斯蒂安和文森特           | 2008年1月28日  |

## 反响
第13集短剧《就此开局》（So It Begins）曾递交美国电视艺术与科学学院，角逐特别类短剧真人娱乐节目奖。2007年7月17日，执行制片人戴蒙·林道夫、卡尔顿·库斯和巴里·乔森一起获得提名，但最终在9月13日第60届黄金时段艾美奖的创意艺术艾美奖角逐中不敌Sci Fi頻道的《太空堡垒卡拉狄加：利刃之回闪》（Battlestar Galactica: Razor Flashbacks）。《里士满调度时报》（Richmond Times-Dispatch）的道格拉斯·杜尔丹（Douglas Durdan）认为，《手表》的表现既让人满意，又让人不满，因为他无法确定其内容的重要程度，也无法确知其中是否包括将来《迷失》剧集谜团的线索。《赫利和弗洛古特历险记》（The Adventures of Hurley and Frogurt）播出后，网站的乔恩·拉索尼斯（Jon Lachonis）发文称，这些短剧本来应该要填补《迷失》剧情中出现的空白，但播过这么两集后，剧迷却只会对其情节和电视剧毫不相干而毫到郁闷，不过：“现在就断定这部手机剧集完全是浪费时间未免为时过早，因为《迷失》一向都有扶正之前错误的习性，所以好戏很可能还在后头。”此外，评论中还认为弗洛古特是“《迷失》神秘岛屿上最让人厌烦的家伙。”又过了4集之后，发文称赞节目表现不俗，是制作精良的佳作。《广告时代》（Advertising Age）的拉里·多布罗（Larry Dobrow）对前6集短剧评价甚佳，觉得剧集表现出足够的娱乐性和专业性，整个项目堪称“神来之笔”。《向导》（Wizard）杂志的乔什·威格勒（Josh Wigler）认为，《迷失特辑：遗忘的碎片》在节目品质和情节的重要性上参差不齐，部分剧集对《迷失》的神话有推动作用。从娱乐性角度而言，表现最好的也不过就是《高尔夫球场上的权真秀》（Jin has a Temper-Tantrum on the Golf Course），权真秀在同麦可的比赛中打出很烂的一杆后仰天长叹。总体而言，这样的内容不是很有必要，而且多少有些歇斯底里的意味。
的里·海因斯（Ree Hines）在点评前7集短剧时指出，“《手表》基本上毫无意义”，《赫利和弗洛古特历险记》的笑料也不好笑，《沉睡者行动》（Operation: Sleeper）则是“最没用的一集”。在他看来，第3集《城堡之王》（King of the Castle）由于本一角面无表情但又令人感到卑劣的表现而总体让人感到满意，《23号房间》（Room 23）则是这7集中最具潜力的1集。海恩斯最终认为，这些短剧所填补的空白并不必要，未能形成有凝聚力的独立情节，观众看到的不过是一系列支离破碎的镜头，估计比那些被剪掉的内容好不了多少。
网站的克里斯·卡拉波特（Chris Carabott）对每集都按10分制给出评分，并对大部分短剧作出评价。他在节目播出4集后表示，“感觉这些小插曲就像大部分删减掉的镜头——而且是有很好的理由来删减的那些”，但他对每集的评分都很高，最低的也有6.5，《手表》则有7.5分，因为所以他觉得《迷失》中杰克和父亲关系一直都很僵，所以这集体现的不同很能打动人。卡拉波特给予《赫利和弗洛古特历险记》的评分为6.5，觉得这集比较有趣，但莉比的死也着实“悲惨”。《城堡之王》得到8.5分，卡拉波特称赞其剧本创作，还认为其中福克斯和爱默生的精彩表演值得登上电视荧屏。他还对迈可在《交易》（The Deal）中回归感到高兴，可惜的是这集没有提供任何新鲜或令人兴奋的素材。《沉睡者行动》和《埋藏的秘密》的评分均为7.5，《23号房间》则有8分，卡拉波特称赞“（这）正是我们期待已久的那种新内容，定期观看的观众不会错过这些东西，观众也能通过这些内容对岛上事件的本质有更多了解”。《阿兹特和工艺品》（Arzt and Crafts）同样得到8分，其“设计巧妙的标题”和恰到好处的幽默赢得赞誉。《热带低气压》得到8.5分，卡拉波特这集“虽然毫无意义……但还是很可爱”。《杰克，这是伊森；伊森，这是杰克》（Jack, Meet Ethan.  Ethan?  Jack）也得到8分，卡拉波特特别称赞其中威廉·麦鲍瑟的演技。他还觉得《高尔夫球场上的权真秀》非常好笑，是《迷失》最搞笑的瞬间之一，短剧获得的评分为7.5。《信封》的评分为6.5，《就此开局》的得分最高，达到9分，卡拉波特认为，这集让观众对克里斯蒂安·谢泼德有了全新的认识。
网站的奥斯卡·达尔（Oscar Dahl）同样对每集短剧都作出评价。他认为《手表》在短短几分钟里对人物的描述虽然有趣，但“相对而言一文不值”，而《赫利和弗洛古特历险记》的表现则要好过《手表》。达尔对《城堡之王》的评价好过前两集，称这集短剧证明福克斯和爱默生的演技非常优异。《交易》所获评价又比《城堡之王》更好。达尔表示，虽然他一直很喜欢和朱莉叶有关的剧情，但《沉睡者行动》却“几乎没什么意义”。达尔盛赞《23号房间》是“史上最佳手机剧集”，还觉得《阿兹特和工艺品》因为是林道夫编剧而拥有“至今为止任何手机剧集中最出色的对白”。他认为《热带低气压》“虽说并不完全是多此一举，但其中的新信息却没有什么意义”。达尔总体上“喜欢”《杰克，这是伊森；伊森，这是杰克》，但他觉得这还不足以进入林道夫最优秀的作品行列。他认为《高尔夫球场上的权真秀》算是有趣的小品，但剧中的高尔夫球戏段却存在失实之处。达尔在评价《信封》时指出，《迷失》中的人物多多少少有过一些欺骗性或是不忠实的行为，但这段以删除镜头组成的短剧仍然很酷。看过《就此开局》后，达尔表示“不太肯定自己应该如何来评价”这集，因为他一方面很高兴能看到电视剧开局前发生的事，同时也很喜欢以文森特的视角来制作这么一集手机剧集，但另一方面，把本应已经死亡的克里斯蒂安放到已经非常混乱的开局，会更令人感到迷惑不解。
网站的瑞安·麦吉（Ryan McGee）也对全部13集单独给予评价。他觉得《手表》“鼠头蛇尾”，《赫利和弗洛古特历险记》则“略有不足”。不过他对《城堡之王》评价甚佳，称这集证明“简洁就是出众的基础”，短剧虽然只有2分半钟长，但却紧张激烈，且包含丰富的信息量，令他自始至终都像蜘蛛侠般对迷失的神话保持高度敏感。《交易》所获评价不及前几集，《23号房间》则“短小精悍”。麦吉觉得《阿兹特和工艺品》的表现相对薄弱，称“遗憾的是，并非任何《迷失》中的内容都可以借达摩计划点石成金”。他觉得《埋藏的秘密》表现平庸，对《热带低气压》的评价也不佳，觉得后一集短剧的品质太差，几乎同《迷失》第3季第9集《奇人奇地》（Stranger in a Strange Land）以及剧中人物保罗的表现在同一水准，剧迷及评论界对该人物及这集电视剧的评价都很差。在麦吉看来，《杰克，这是伊森；伊森，这是杰克》是整部手机剧集品质回归之作，但剧名实在显得“哆嗦”。看过《就此开局》后，麦吉称《迷失特辑：遗忘的碎片》总体上是部至关重要的手机剧集，但美国广播公司居然不打算在第4季开播前播映，这实在令人难以置信。